# Rusava (Fluss)
Die Rusava (deutsch Rusawa) ist ein linker Nebenfluss der March in Tschechien.

## Geographie
Die Rusava entspringt östlich von Rusava (ehemals dt.: Rottalowitz) am Nordosthang des Pardus (673 m) bei der Ansiedlung U Šimečků in den Hostýnské vrchy (dt.: Hohsteiner Berge). Auf ihrem Weg in westliche Richtung liegen nach Rusava die Ortschaften Hranečník mit den Resten der Burg Křídlo, Brusné, Chomýž und Jankovice. Am weiteren, nach Südwesten führenden Lauf, fließt die Rusava in die mährische Ebene (Hanna), ab Jankovice folgt die Bahnstrecke Valašské Meziříčí – Hulín dem Fluss.
Es folgen die Ortschaften Dobrotice, die französischen Gärten des Schlossparks mit Schloss Holešov (dt.: Holleschau), die Städte und Gemeinden Holešov, Všetuly, Količín, Třebětice, Pravčice, Petrův Mlýn (dt.: Petermühle) und Hulín. Der Unterlauf der Rusava führt bei den Ortschaften Chrášťany, Záhlinice und Doubravice vorbei an dem als Naturdenkmal und Natura 2000-Schutzgebiet eingestuften Feuchtgebiet Skalky bei Hulína, sowie weiter südlich durch das Gebiet der Záhlinicer Teiche und den gleichnamigen geschützten Naturpark Záhlinické rybníky.
Nordöstlich von Tlumačov mündet die Rusava nach dem Svárovský-Teich und einer Länge von 30 Kilometern am Jägerhaus Světlá in die March, einen Nebenfluss der Donau. Ihr Einzugsgebiet beträgt 148,4 km².

## Zuflüsse
- Hurbanova strouha (l), Rusava
- Ráztoka (l), Rusava
- Brusenká (r), Brusné
- Slavkovský potok (r), Jankovice
- Zhrta (l), Jankovice
- Roštěnka (r), Pravčice
- Žabínek (l), Hulín
- Stonáč (r), bei Doubravice